# Barra do Dande
Barra do Dande és una comuna d'Angola que forma part del municipi de Dande dins la província de Bengo. Es troba als marges del riu Dande. El govern hi planeja construir un port d'aigües profundes. Aquest nou port es trobarà a 30 km al nord de Luanda.